# أيل مسكي أسود
أيل مسكي أسود (الاسم العلمي: Moschus fuscus) نوع من الثدييات يتبع جنس الأيل المسكي من فصيلة الأيائل المسكية.